# Hüyüklü, Yalvaç
Hüyüklü là một thị trấn thuộc huyện Yalvaç, tỉnh Isparta, Thổ Nhĩ Kỳ. Dân số thời điểm năm 2011 là 2.348 người.